# 佩雷罗
佩雷罗（義大利語：Perrero），是意大利都灵省的一个市镇。总面积63平方公里，人口741人，人口密度11.8人/平方公里（2009年）。ISTAT代码为001186。